# Іголомія-Вавженьчице (гміна)
Гміна Іголомія-Вавженьчице (пол. Gmina Igołomia-Wawrzeńczyce) — сільська гміна у південній Польщі. Належить до Краківського повіту Малопольського воєводства.
Станом на 31 грудня 2011 у гміні проживало 7767 осіб.

## Площа
Згідно з даними за 2007 рік площа гміни становила 62.59 км², у тому числі:
- орні землі: 88.00%
- ліси: 0.00%

Таким чином, площа гміни становить 5.09% площі повіту.

## Населення
Станом на 31 грудня 2011:
| Опис     | Загалом | Загалом | Чоловіки | Чоловіки | Жінки | Жінки |
| -------- | ------- | ------- | -------- | -------- | ----- | ----- |
| одиниця  | осіб    | %       | осіб     | %        | осіб  | %     |
| все      | 7767    | 100     | 3842     | 49.47    | 3925  | 50.53 |
| міське   | 0       | 100     | 0        |          | 0     |       |
| сільське | 7767    | 100     | 3842     | 49.47    | 3925  | 50.53 |

## Сусідні гміни
Гміна Іголомія-Вавженьчице межує з такими гмінами: Дрвіня, Конюша, Коцмижув-Любожиця, Неполоміце, Нове Бжесько, Прошовіце.